# Dharmanagar
Dharmanagar là một thị xã và là một nagar panchayat của quận North Tripura thuộc bang Tripura, Ấn Độ.

## Địa lý
Dharmanagar có vị trí 24°22′B 92°10′Đ / 24,37°B 92,17°Đ Nó có độ cao trung bình là 21 mét (68 feet).

## Nhân khẩu
Theo điều tra dân số năm 2001 của Ấn Độ, Dharmanagar có dân số 30.785 người. Phái nam chiếm 51% tổng số dân và phái nữ chiếm 49%. Dharmanagar có tỷ lệ 85% biết đọc biết viết, cao hơn tỷ lệ trung bình toàn quốc là 59,5%: tỷ lệ cho phái nam là 87%, và tỷ lệ cho phái nữ là 83%. Tại Dharmanagar, 9% dân số nhỏ hơn 6 tuổi.